# Lampione

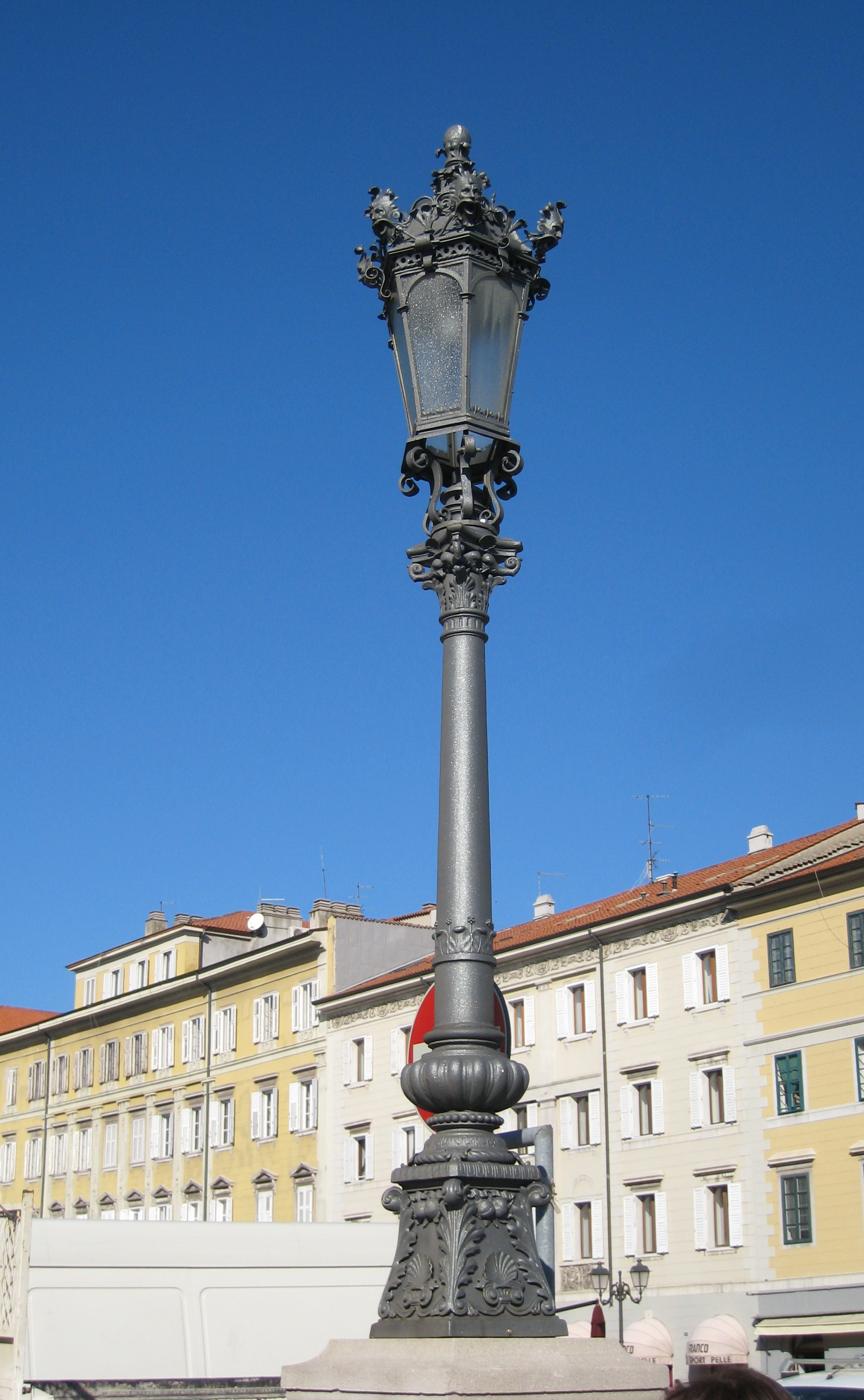
Lampione d'arredo urbano sul Canal Grande di Trieste

Il lampione, solitamente installato su pali o supporti verticali, è un sistema di illuminazione dedicato all'illuminazione pubblica, questo termine è utilizzato perlopiù in relazione a infrastrutture e viabilità, è utilizzato anche in urbanistica o arredo urbano per identificare un punto luce volto all'illuminazione di uno spazio urbano circoscritto, pubblico o privato, o per migliorare l'identificazione di un punto d'interesse, spesso d'accesso o di transito, ma anche di sosta.

## Contesto
Più correttamente tali sistemi sono chiamati "armature stradali" o "corpi illuminanti" e si dividono in molteplici categorie; il termine generico lampione infatti identifica un vasto numero di corpi illuminanti, dalle caratteristiche molto diversificate.
- Apparecchi per illuminazione stradale veicolare. In questa famiglia rientrano corpi illuminanti con ottica specifica per l'illuminazione delle strade a traffico motorizzato.
- Apparecchi per illuminazione stradale in arredo urbano.
- Apparecchi per illuminazione ferroviale, a una stazione ferroviaria.
- Apparecchi per pure applicazioni di arredo urbano.
- Apparecchi per illuminazione d'accento o decorativa.
- Apparecchi fissabili a muro, fissabili alle pareti o alle facciate delle case, dei condomini e di altri edifici. Questi vengono impiegati nell'illuminazione pubblica di strade oppure per l'illuminazione di uno spazio esterno pubblico o privato.
- Apparecchi da giardino.
- Proiettori.
- Fari

## Storia

### Era preindustriale

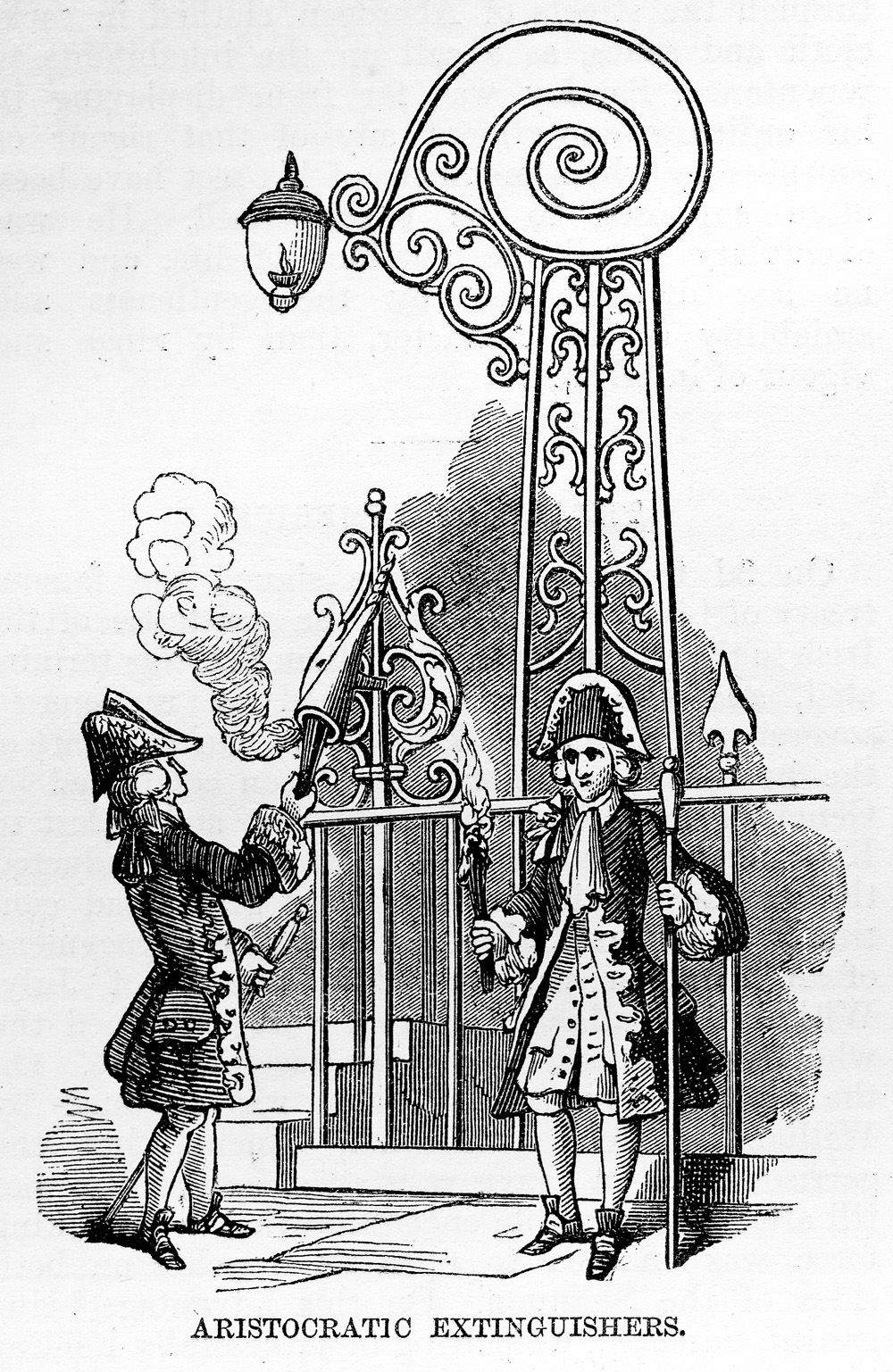
Link boy spegne la sua torcia in corrispondenza di una porta in Grosvenor Square, Londra

Le prime lampade erano usate dalle civiltà greca e romana, dove la luce serviva principalmente a scopo di sicurezza, sia per proteggere il viandante dall'inciampare sul sentiero o per tenere a bada i potenziali ladri. A quel tempo si usavano prevalentemente torce o lampade ad olio, in quanto fornivano una fiamma moderata e di lunga durata. Lo schiavo incaricato di accendere le lucerne davanti alle ville romane era chiamato lanternarius. Nel Medioevo, i cosiddetti "link boys" scortavano le persone da un luogo all'altro attraverso le torbide strade tortuose delle città medievali.
Prima delle lampade a incandescenza, nelle città veniva impiegata l'illuminazione a candela. Le prime lampade richiedevano che un lampionaio girasse per la città al crepuscolo, accendendo ciascuna delle lampade. Secondo alcune fonti, l'illuminazione fu ordinata a Londra nel 1417 da Sir Henry Barton, sindaco di Londra, sebbene non ci siano prove certe di ciò.
L'illuminazione pubblica delle strade fu sviluppata per la prima volta nel XVI secolo e accelerata in seguito all'invenzione delle lanterne con finestre di vetro, che migliorarono notevolmente la quantità di luce. Nel 1588 il Parlamento parigino decretò l'installazione e l'accensione di una torcia ad ogni incrocio e nel 1594 la polizia la cambiò in lanterne. Tuttavia, a metà del XVII secolo era pratica comune per i viaggiatori assumere un portatore di lanterna se dovevano spostarsi di notte per le strade buie e tortuose. Il re Luigi XIV autorizzò riforme radicali a Parigi nel 1667, che includevano l'installazione e la manutenzione di luci sulle strade e agli incroci, nonché sanzioni severe per atti di vandalismo o furto degli apparecchi. Parigi aveva più di 2.700 lampioni entro la fine del XVII secolo, e il doppio entro il 1730. Con questo sistema, le strade erano illuminate con lanterne sospese a 20 iarde (18 m) l'una dall'altra su un cavo al centro della strada ad un'altezza di 20 piedi (6,1 m); come si entusiasmò un visitatore inglese nel 1698, "Le strade sono illuminate tutto l'inverno e anche durante la luna piena!". A Londra, l'illuminazione pubblica fu implementata intorno alla fine del XVII secolo; un diarista scrisse nel 1712 che "Per tutto il percorso, attraverso Hyde Park fino al Queen's Palace a Kensington, venivano collocate lanterne per illuminare le strade nelle notti buie".
Una lanterna a olio molto migliorata, chiamata réverbère, fu introdotta nel 1745 e migliorata negli anni successivi. La luce emessa da questi réverbères era considerevolmente più intensa, tanto che alcune persone si lamentavano del bagliore. Queste lampade erano attaccate alla sommità dei lampioni; Durante la Rivoluzione francese (1789–1799), i rivoluzionari scoprirono che i lampioni erano un posto conveniente per impiccare aristocratici e altri oppositori.

### Lampade ad arco
Il primo diffuso sistema di illuminazione stradale utilizzava come combustibile gas di carbone convogliato. Stephen Hales fu la prima persona che si procurò un fluido infiammabile dall'effettiva distillazione del carbone nel 1726 e John Clayton, nel 1735, chiamò il gas lo "spirito" del carbone e ne scoprì l'infiammabilità per caso.
William Murdoch (a volte scritto "Murdock") è stato il primo a utilizzare questo gas per l'applicazione pratica dell'illuminazione. All'inizio degli anni 1790, mentre supervisionava l'uso dei motori a vapore della sua azienda nell'estrazione di stagno in Cornovaglia, Murdoch iniziò a sperimentare vari tipi di gas, stabilendosi infine sul gas di carbone come il più efficace. Accese per la prima volta la sua casa a Redruth, in Cornovaglia, nel 1792. Nel 1798 usò il gas per illuminare l'edificio principale della Soho Foundry e nel 1802 illuminò l'esterno in un'esibizione pubblica di illuminazione a gas, le luci stupirono la popolazione locale.
Nel 1807, venne installato a Londra il primo sistema di illuminazione pubblica a gas. Il progetto fu realizzato dall'Imperial Gas Light and Coke Company, fondata da Frederick Albert Winsor, un imprenditore tedesco naturalizzato britannico. Il gas utilizzato era prodotto dal carbone mediante un processo di distillazione in forni chiamati "gassogeni". Le lampade a gas erano più luminose e affidabili rispetto alle lanterne a olio, e il loro successo portò a un'espansione rapida della tecnologia.
Nel 1811, l'ingegnere Samuel Clegg progettò e costruì quella che oggi è considerata la più antica officina del gas esistente al mondo. Il gas è stato utilizzato per illuminare il mulino pettinato nel villaggio di Dolphinholme nel North Lancashire. I resti dei lavori, tra cui un camino e un impianto di gas, sono stati inseriti nella National Heritage List per l'Inghilterra. L'installazione di Clegg ha risparmiato ai proprietari dell'edificio il costo fino a 1.500 candele ogni notte. Illuminava anche la casa del proprietario del mulino e la strada delle case dei lavoratori del mulino a Dolphinholme.
La prima illuminazione stradale elettrica utilizzava lampade ad arco, inizialmente la "candela elettrica", la "candela Jablotchkoff" o la "candela Yablochkov" sviluppata da un russo, Pavel Yablochkov, nel 1875. Era una lampada ad arco di carbonio che impiegava corrente alternata e che garantiva che entrambi gli elettrodi fossero consumati a tassi uguali. Nel 1876, il consiglio comune della città di Los Angeles ordinò l'installazione di quattro luci ad arco in vari luoghi della neonata città per l'illuminazione stradale.
Il 30 maggio 1878, i primi lampioni elettrici di Parigi furono installati sull'avenue de l'Opera e sulla Place d'Étoile, intorno all'Arco di Trionfo, per celebrare l'apertura dell'Esposizione Universale di Parigi. Nel 1881, in concomitanza con l'Esposizione Internazionale dell'Elettricità di Parigi, furono installati lampioni sui viali principali.

### Illuminazione a incandescenza
La prima strada ad essere illuminata da una lampadina a incandescenza è stata Chesterfield Street, a Chesterfield. La strada fu illuminata per una notte dalla lampada a incandescenza di Joseph Swan il 3 febbraio 1879. Di conseguenza, Newcastle ha la prima strada cittadina al mondo ad essere illuminata dall'illuminazione elettrica. La prima città negli Stati Uniti a dimostrare con successo l'illuminazione elettrica fu Cleveland, Ohio, con 12 luci elettriche attorno al sistema stradale di Public Square il 29 aprile 1879. Wabash (Indiana) accese 4 lampade ad arco Brush con 3.000 CP ciascuno, sospeso sul proprio tribunale il 2 febbraio 1880, rendendo la piazza del paese "luminosa come mezzogiorno".
Kimberley, Cape Colony (moderno Sud Africa), è stata la prima città nell'emisfero australe e in Africa ad avere lampioni elettrici, con 16 accesi per la prima volta il 2 settembre 1882. Il sistema era solo il secondo al mondo, dopo quella di Filadelfia, per essere alimentata municipalmente.
Nel 1888, la città di Tamworth, nel New South Wales, installò un grande sistema che illuminava una parte significativa della città, con oltre 13 km di strade illuminate da 52 luci a incandescenza e 3 luci ad arco. Alimentato da una compagnia elettrica municipale, questo sistema ha conferito a Tamworth il titolo di "Prima città della luce" in Australia.
Il 10 dicembre 1885, Härnösand divenne la prima città in Svezia con illuminazione stradale elettrica, dopo l'entrata in funzione della centrale elettrica di Gådeå.

## Luci moderne

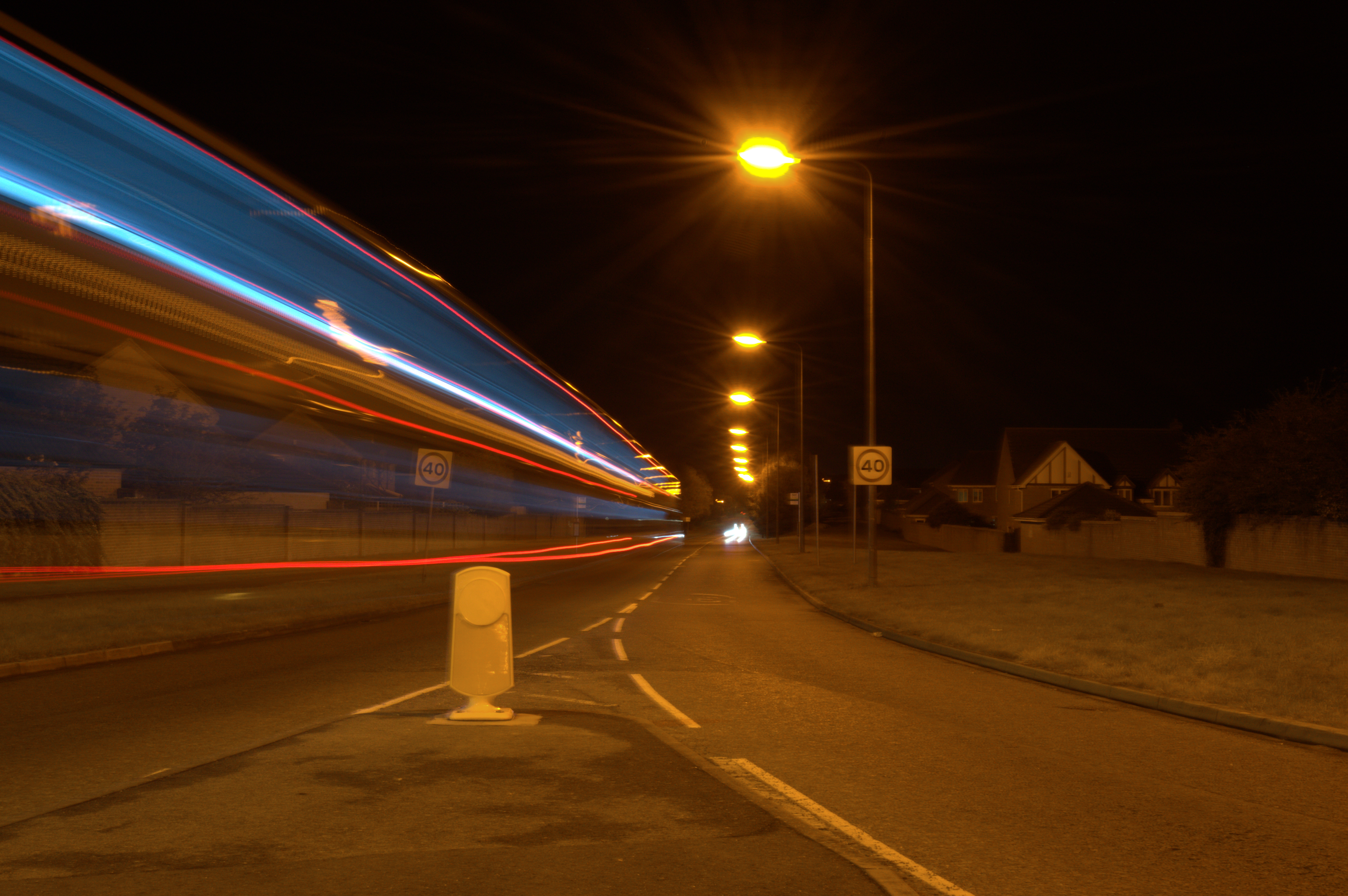
Il caratteristico bagliore giallo monocromatico di una lampada al sodio a bassa pressione nel Regno Unito

Oggi l'illuminazione stradale utilizza comunemente lampade a scarica ad alta intensità (HID). Le lampade al sodio a bassa pressione (LPS) divennero comuni dopo la seconda guerra mondiale per il loro basso consumo energetico e la lunga durata. Verso la fine del XX secolo le lampade al sodio ad alta pressione (HPS) erano preferite, portando avanti le stesse virtù. Tali lampade forniscono la maggior quantità di illuminazione fotopica per il minimo consumo di elettricità. Tuttavia, è stato dimostrato che le fonti di luce bianca raddoppiano la visione periferica del conducente e migliorano il tempo di reazione del freno del conducente di almeno il 25%; per consentire ai pedoni di rilevare meglio i pericoli di inciampo sul marciapiede e per facilitare le valutazioni visive di altre persone associate a giudizi interpersonali. Studi che confrontano lampade ad alogenuri metallici e lampade al sodio ad alta pressione hanno dimostrato che, a parità di livelli di luce fotopica, una scena stradale illuminata di notte da un sistema di illuminazione ad alogenuri metallici è stata vista in modo affidabile come più luminosa e più sicura della stessa scena illuminata da un sistema al sodio ad alta pressione.
Due norme nazionali consentono ora di variare l'illuminamento quando si utilizzano lampade di spettri diversi. In Australia, le prestazioni delle lampade HPS devono essere ridotte di un valore minimo del 75%. Nel Regno Unito, gli illuminamenti sono ridotti con valori più alti del rapporto S/P.
Le nuove tecnologie di illuminazione stradale, come i LED o le luci a induzione, emettono una luce bianca che fornisce alti livelli di lumen scotopici, consentendo ai lampioni con wattaggi inferiori e lumen fotopici inferiori di sostituire i lampioni esistenti. Tuttavia, non sono state scritte specifiche formali sulle regolazioni fotopiche/scotopiche per diversi tipi di sorgenti luminose, costringendo molti comuni e dipartimenti stradali a trattenere l'implementazione di queste nuove tecnologie fino a quando gli standard non saranno aggiornati. Molti comuni del Regno Unito stanno subendo programmi di sostituzione di massa con LED e, sebbene i lampioni vengano rimossi lungo molti lunghi tratti delle autostrade del Regno Unito (poiché non sono necessari e causano inquinamento luminoso), i LED sono preferiti nelle aree in cui sono necessarie installazioni di illuminazione.
Milano, in Italia, è la prima grande città ad essere interamente passata all'illuminazione a LED.
La città di Mississauga (Canada) è stata uno dei primi e più grandi progetti di conversione a LED, con oltre 46.000 punti luce convertiti alla tecnologia LED tra il 2012 e il 2014. È anche una delle prime città del Nord America a utilizzare tecnologia Smart City per controllare le luci. DimOnOff, una società con sede a Quebec City, è stata scelta come partner Smart City per questo progetto.
Gli apparecchi di illuminazione a LED alimentati da fotovoltaico stanno guadagnando sempre più consensi. I test preliminari sul campo mostrano che alcuni apparecchi di illuminazione a LED sono efficienti dal punto di vista energetico e hanno buone prestazioni negli ambienti di prova.
Nel 2007, il Civil Twilight Collective ha creato una variante del tradizionale lampione a LED, ovvero il lampione a risonanza lunare. Queste luci aumentano o diminuiscono l'intensità del lampione in base alla luce lunare. Questo progetto di lampione riduce così il consumo energetico e l'inquinamento luminoso.

## Misurazione
Due sistemi di misurazione molto simili sono stati creati per colmare le funzioni di efficienza luminosa scotopica e fotopica, creando un Sistema Unificato di Fotometria. Questa nuova misurazione è stata ben accolta perché l'affidamento solo a V(λ) per caratterizzare le illuminazioni notturne richiede più energia elettrica. Il potenziale di risparmio dei costi derivante dall'utilizzo di un nuovo modo per misurare gli scenari di illuminazione mesopica è enorme.
Outdoor Site-Lighting Performance (OSP) è un metodo per prevedere e misurare tre diversi aspetti dell'inquinamento luminoso: bagliore, intrusione e abbagliamento. Utilizzando questo metodo, i committenti dell'illuminazione possono quantificare le prestazioni dei progetti e delle applicazioni di illuminazione esistenti e pianificati per ridurre al minimo la luce eccessiva o invadente che lascia i confini di una proprietà.

## Vantaggi
I principali vantaggi dell'illuminazione stradale includono la prevenzione degli incidenti automobilistici e l'aumento della sicurezza. Gli studi hanno dimostrato che l'oscurità provoca numerosi incidenti e decessi, in particolare quelli che coinvolgono pedoni; le vittime dei pedoni sono da 3 a 6,75 volte più probabili al buio che alla luce del giorno. Almeno negli anni '80 e '90, quando gli incidenti automobilistici erano molto più comuni, si è scoperto che l'illuminazione stradale riduceva gli incidenti pedonali di circa il 50%. Inoltre, negli anni '70, gli incroci e gli svincoli autostradali illuminati tendevano ad avere meno incidenti rispetto agli incroci e agli svincoli non illuminati.
Alcuni dicono che l'illuminazione riduce la criminalità, come molti si aspetterebbero. Tuttavia, altri affermano che nei dati non si trova alcuna correlazione (per non parlare del nesso di causalità).
Paesi, città e villaggi possono utilizzare le posizioni uniche fornite dai lampioni per appendere striscioni decorativi o commemorativi. Molte comunità negli Stati Uniti utilizzano i lampioni come strumento per la raccolta fondi tramite programmi di sponsorizzazione di striscioni per lampioni progettati per la prima volta da un produttore di striscioni per lampioni con sede negli Stati Uniti.

## Svantaggi
Le principali critiche all'illuminazione stradale sono che può effettivamente causare incidenti se utilizzata in modo improprio e causare inquinamento luminoso.

### Salute e sicurezza
Ci sono due fenomeni ottici che devono essere riconosciuti nelle installazioni di lampioni.
- La perdita della visione notturna a causa del riflesso di accomodazione degli occhi dei conducenti è il pericolo maggiore[61]. Quando i conducenti emergono da un'area non illuminata in una pozza di luce proveniente da un lampione, le loro pupille si restringono rapidamente per adattarsi alla luce più intensa, ma quando lasciano la pozza di luce la dilatazione delle loro pupille per adattarsi alla luce più fioca è molto più lenta, quindi stanno guidando con problemi di vista. Man mano che una persona invecchia, la velocità di recupero dell'occhio rallenta, quindi il tempo di guida e la distanza in condizioni di vista ridotta aumentano[62].
- I fari in arrivo sono più visibili su uno sfondo nero che su uno grigio. Il contrasto crea una maggiore consapevolezza del veicolo in arrivo.
- Anche la tensione vagante è un problema in molte città. La tensione vagante può elettrizzare accidentalmente i lampioni e ha il potenziale per ferire o uccidere chiunque entri in contatto con il palo[63].

Esistono anche pericoli fisici per i pali dei lampioni, oltre ai bambini che vi si arrampicano per scopi ricreativi. I montanti dei lampioni rappresentano un rischio di collisione per automobilisti e pedoni, in particolare quelli con problemi di vista o sotto l'influenza dell'alcol. Ciò può essere ridotto progettandoli in modo che si stacchino quando vengono colpiti (noti come supporti frangibili, pieghevoli o passivamente sicuri), proteggendoli con parapetti o contrassegnando le parti inferiori per aumentarne la visibilità. Anche i forti venti o l'affaticamento del metallo accumulato occasionalmente fanno cadere i lampioni.

### Inquinamento luminoso

#### Astronomia
L'inquinamento luminoso può nascondere le stelle e interferire con l'astronomia. In ambienti vicini a telescopi e osservatori astronomici possono essere utilizzate lampade al sodio a bassa pressione. Queste lampade sono vantaggiose rispetto ad altre lampade come le lampade al mercurio e agli alogenuri metallici poiché le lampade al sodio a bassa pressione emettono luce monocromatica di intensità inferiore. Gli osservatori possono filtrare la lunghezza d'onda del sodio dalle loro osservazioni ed eliminare virtualmente l'interferenza dalla vicina illuminazione urbana. I lampioni totalmente schermati (full cutoff) riducono anche l'inquinamento luminoso riducendo la quantità di luce diretta verso il cielo, il che migliora anche l'efficienza luminosa della luce.

#### Ecosistemi

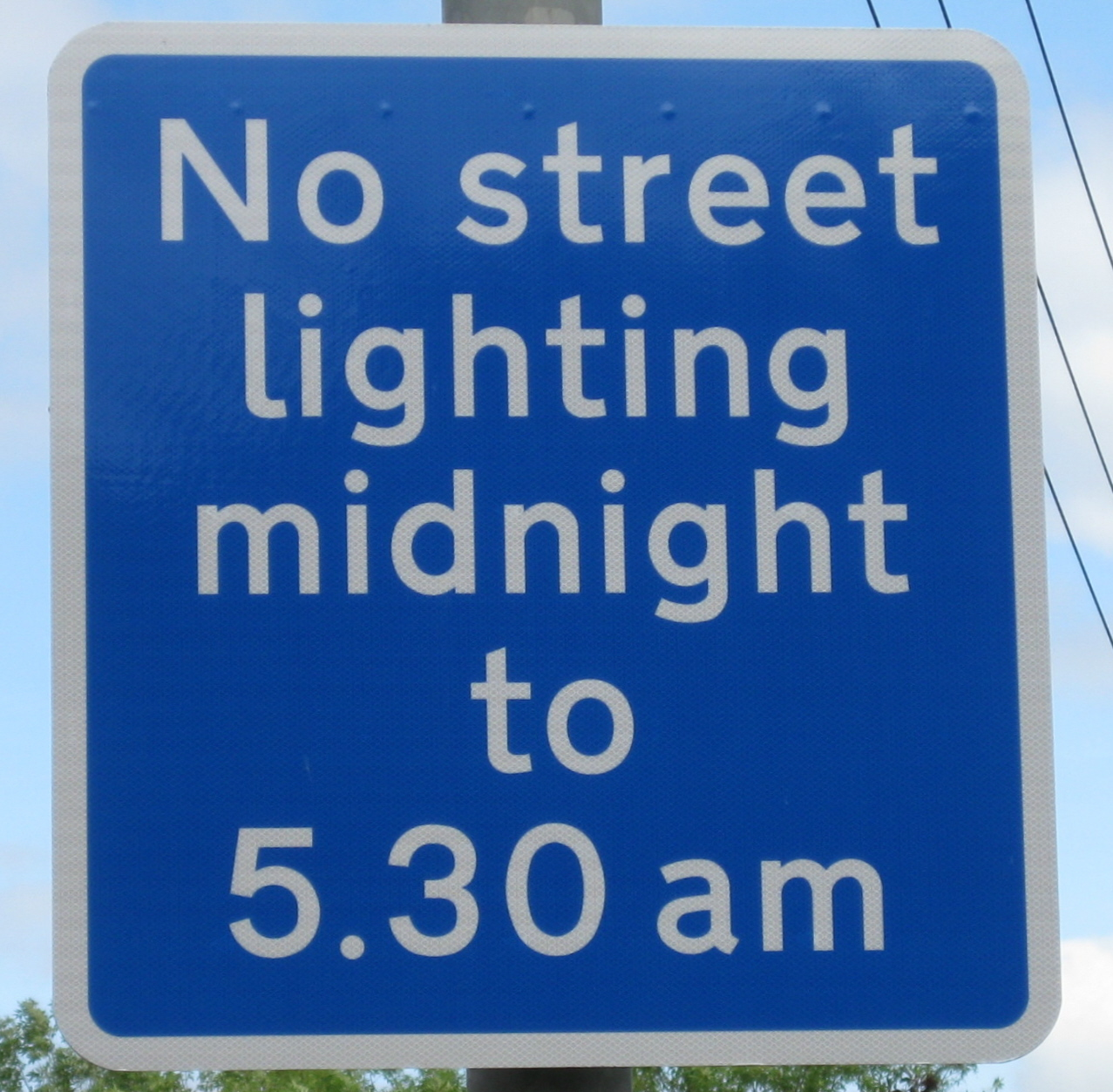
Cartello a Leeds, Regno Unito, che indica l'illuminazione notturna destinata a risparmiare energia e ridurre l'inquinamento luminoso.

I lampioni possono avere un impatto sulla biodiversità e sugli ecosistemi, ad esempio interrompendo la migrazione di alcune specie di uccelli migratori notturni. Nei Paesi Bassi, Philips ha scoperto che gli uccelli possono essere disorientati dalle lunghezze d'onda rosse nell'illuminazione stradale e in risposta ha sviluppato un'illuminazione alternativa che emette solo nelle lunghezze d'onda verde e blu dello spettro visibile. Le lampade sono state installate ad Ameland in un test su piccola scala. In caso di successo, la tecnologia potrebbe essere utilizzata su navi e installazioni offshore per evitare di attirare gli uccelli verso il mare aperto di notte. I pipistrelli possono essere influenzati negativamente dai lampioni, con prove che dimostrano che la luce rossa può essere meno dannosa. Di conseguenza, alcune aree hanno installato lampioni a LED rossi per ridurre al minimo i disagi per i pipistrelli. Uno studio pubblicato su Science Advances ha riferito che i lampioni nell'Inghilterra meridionale hanno avuto un impatto dannoso sulle popolazioni di insetti locali. I lampioni possono anche influire sulla crescita delle piante e sul numero di insetti che dipendono dalle piante per il cibo.

### Consumo energetico
A partire dal 2017, a livello globale il 70% di tutta l'elettricità è stata generata bruciando combustibili fossili, una fonte di inquinamento atmosferico e gas serra, e inoltre a livello globale ci sono circa 300 milioni di lampioni che utilizzano quell'elettricità. Le città stanno esplorando un uso più efficiente dell'energia, riducendo il consumo energetico dei lampioni attenuando le luci durante le ore non di punta e passando a lampade a LED ad alta efficienza. Molti comuni utilizzano uno schema di illuminazione notturna parziale per spegnere l'illuminazione nelle ore notturne più tranquille. In genere è da mezzanotte alle 5:30. Ci sono state, tuttavia, domande sull'impatto sui tassi di criminalità. Tipica illuminazione stradale a collettore nello Stato di New York costa in dollari 6.400/miglio/anno per lampioni a sodio ad alta pressione a 8,5 kW/miglio o 4.000 dollari per apparecchi a diodi emettitori di luce a 5,4 kW/miglio. Tuttavia, è possibile apportare miglioramenti ottimizzando la direzionalità e la forma. Il passaggio alle luci grandangolari ha consentito di raddoppiare la distanza tra i lampioni nelle Fiandre da 45 m a 90 m, riducendo la spesa annuale per l'illuminazione stradale a 9 milioni di euro per la rete di 2150 km che è stata adattata, corrispondente a cairca 4186 €/km.

## Versioni avanzate

### Lampione fotovoltaico
Si tratta di un lampione che funziona con l'energia solare in quanto alimentato dai pannelli fotovoltaici che, generalmente, alimentano una lampada a led.

### Lampione eolico
Si tratta di un lampione dotato di aerogeneratore che funziona sfruttando l'energia eolica.

## Galleria d'immagini

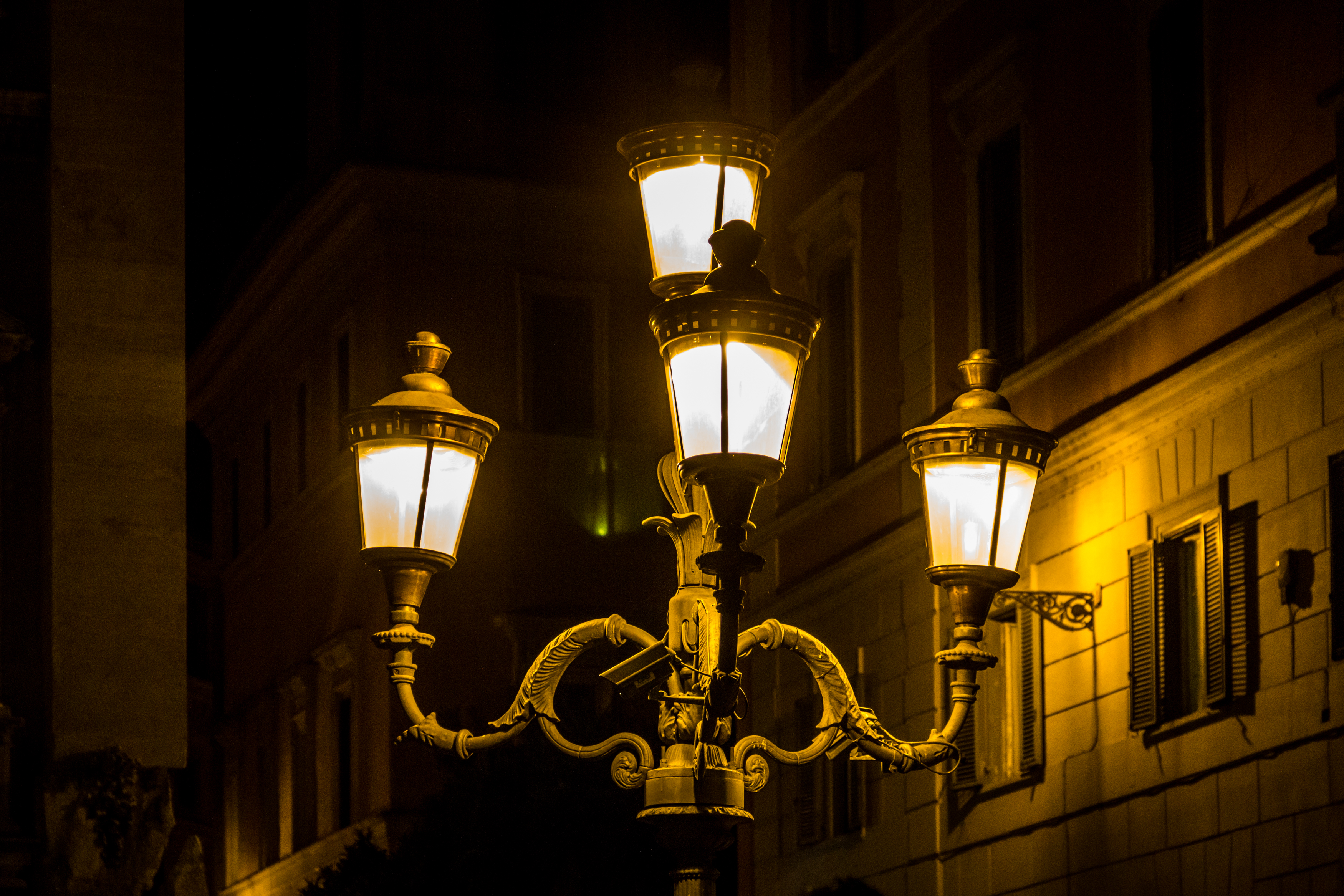
Lampione d'arredo urbano alla fontana di Trevi a Roma
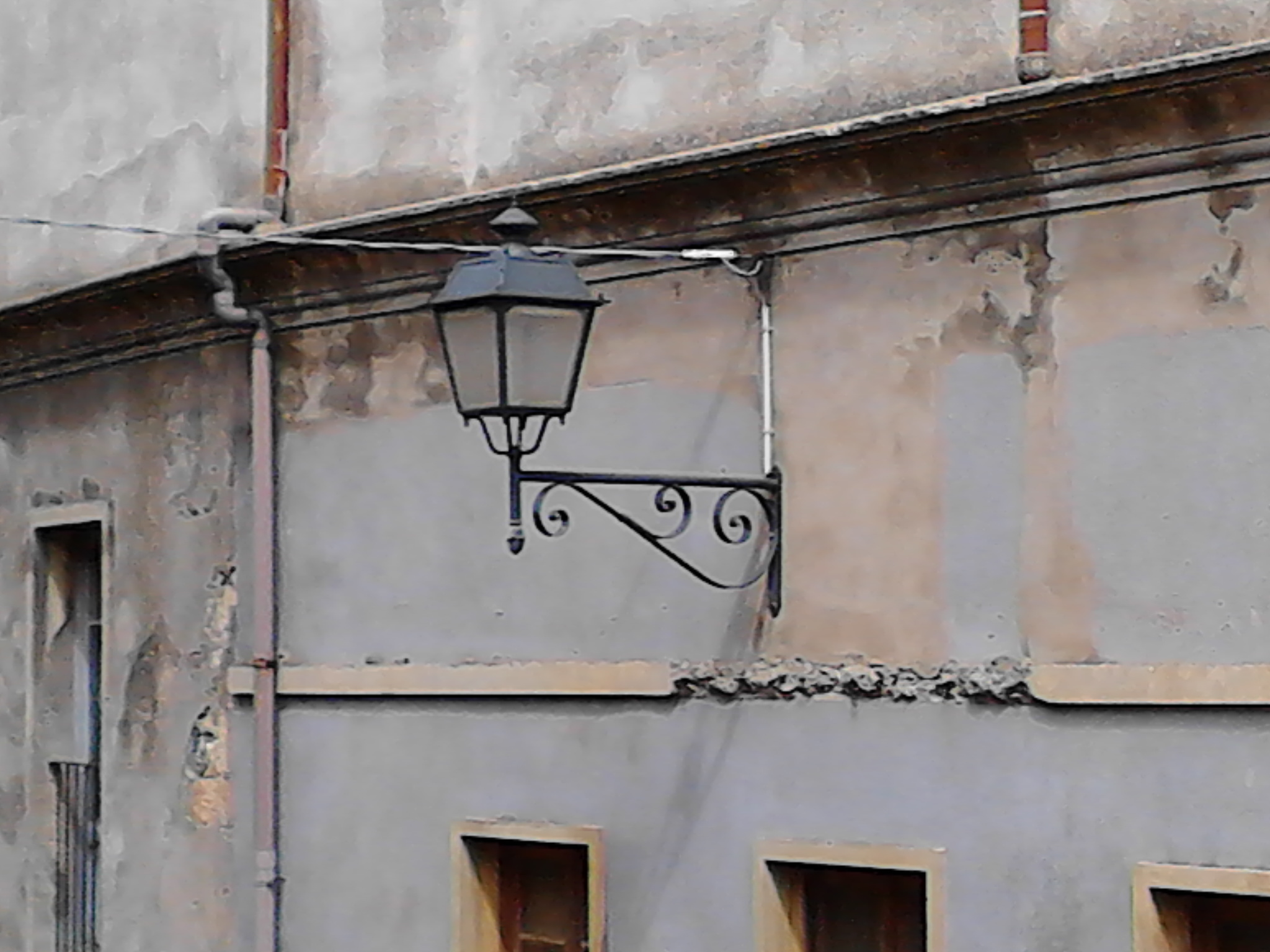
Un lampione stradale a muro a Cuglieri
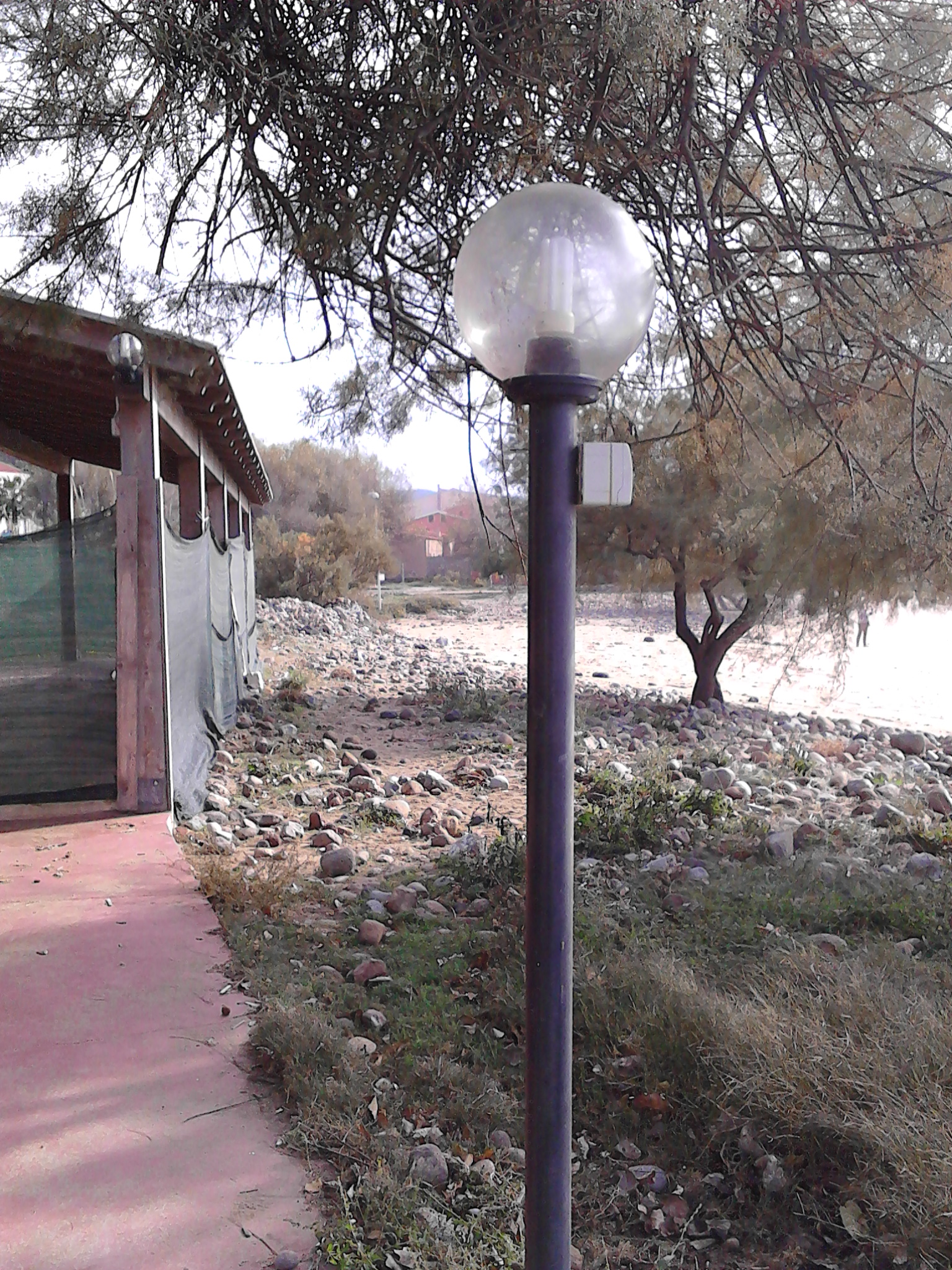
Esempio di lampione da giardino
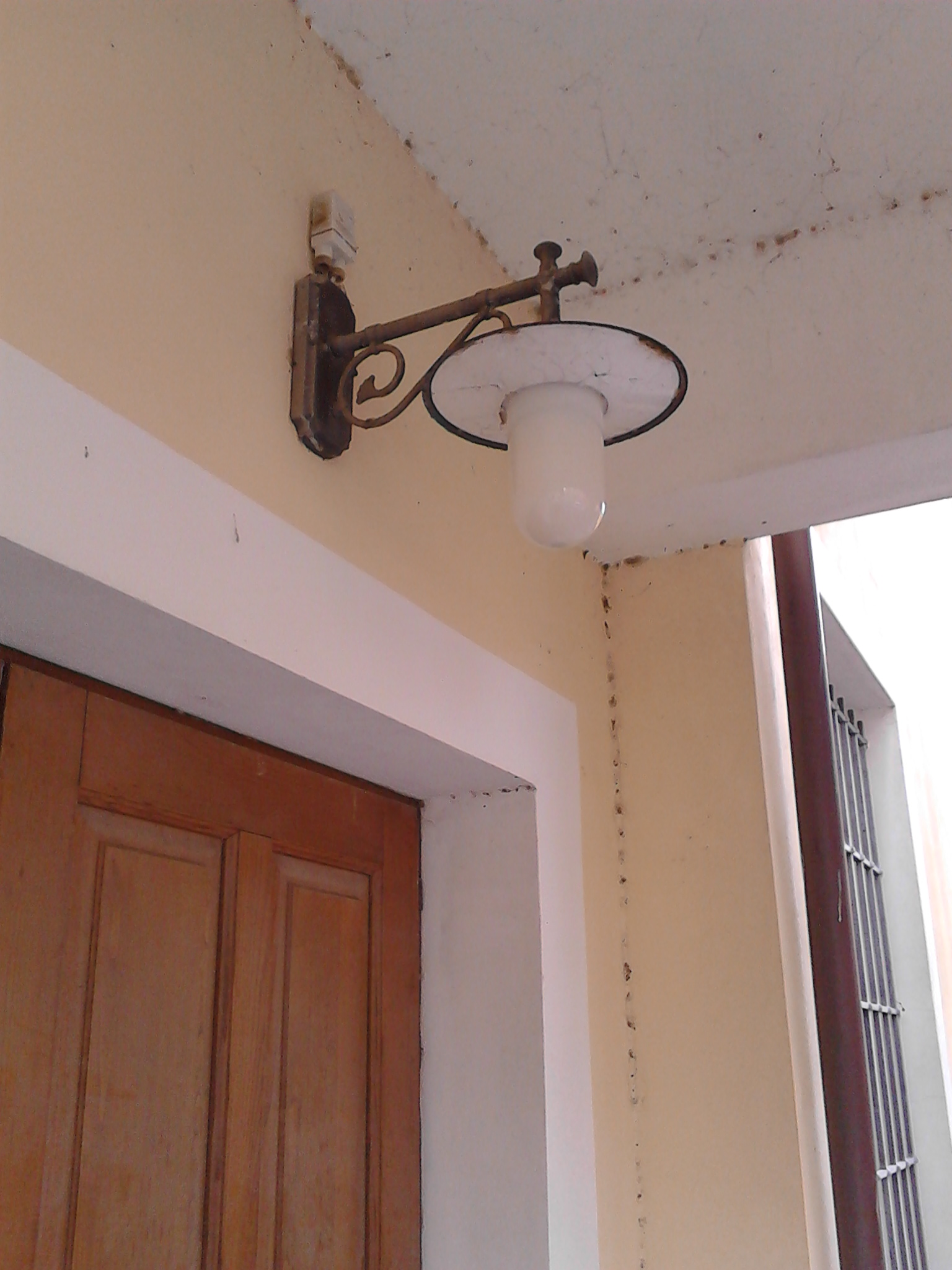
Un lampione a muro per l'illuminazione esterna di un edificio
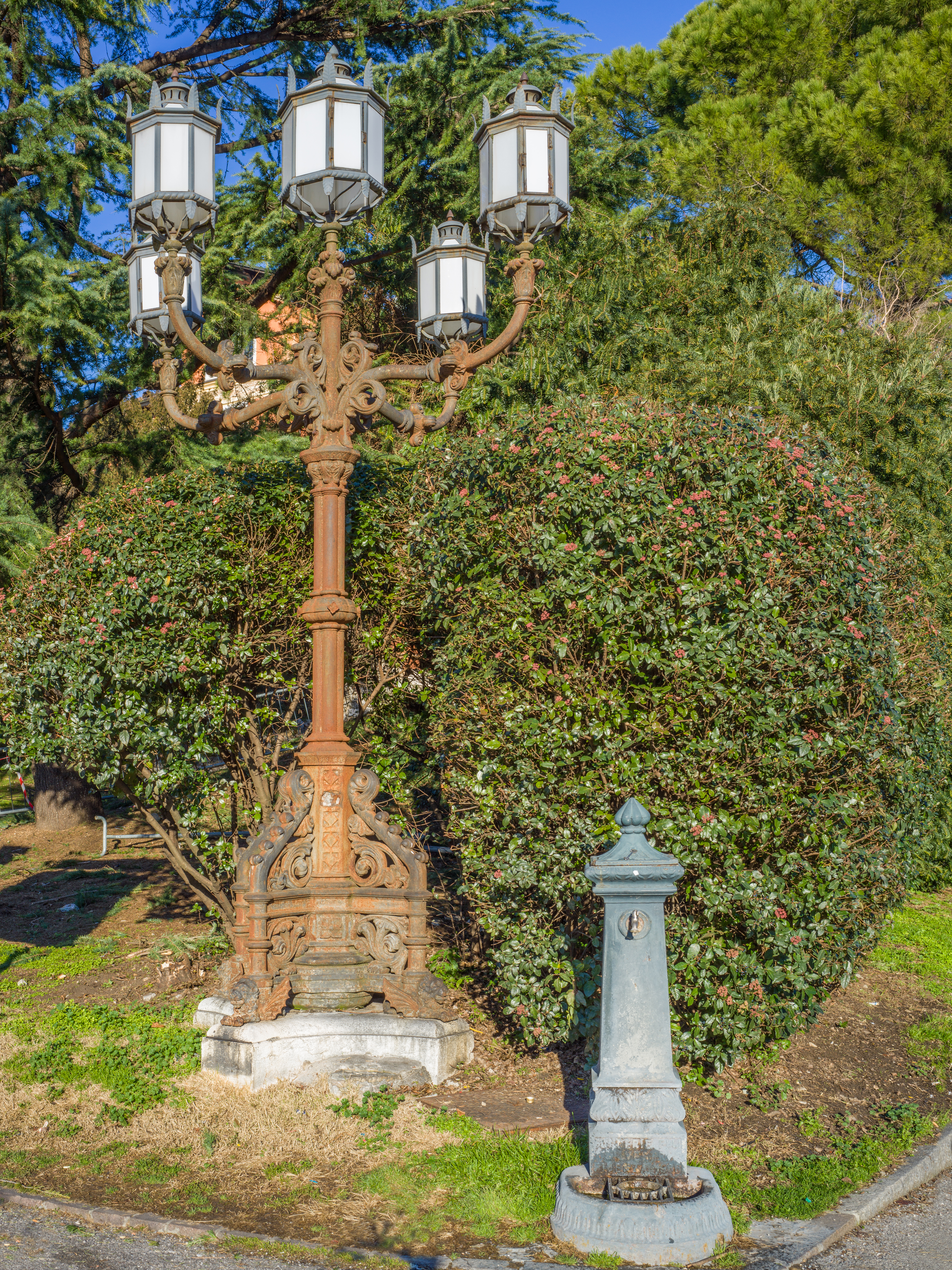
Lampione in ghisa in Piazzale Arnaldo a Brescia
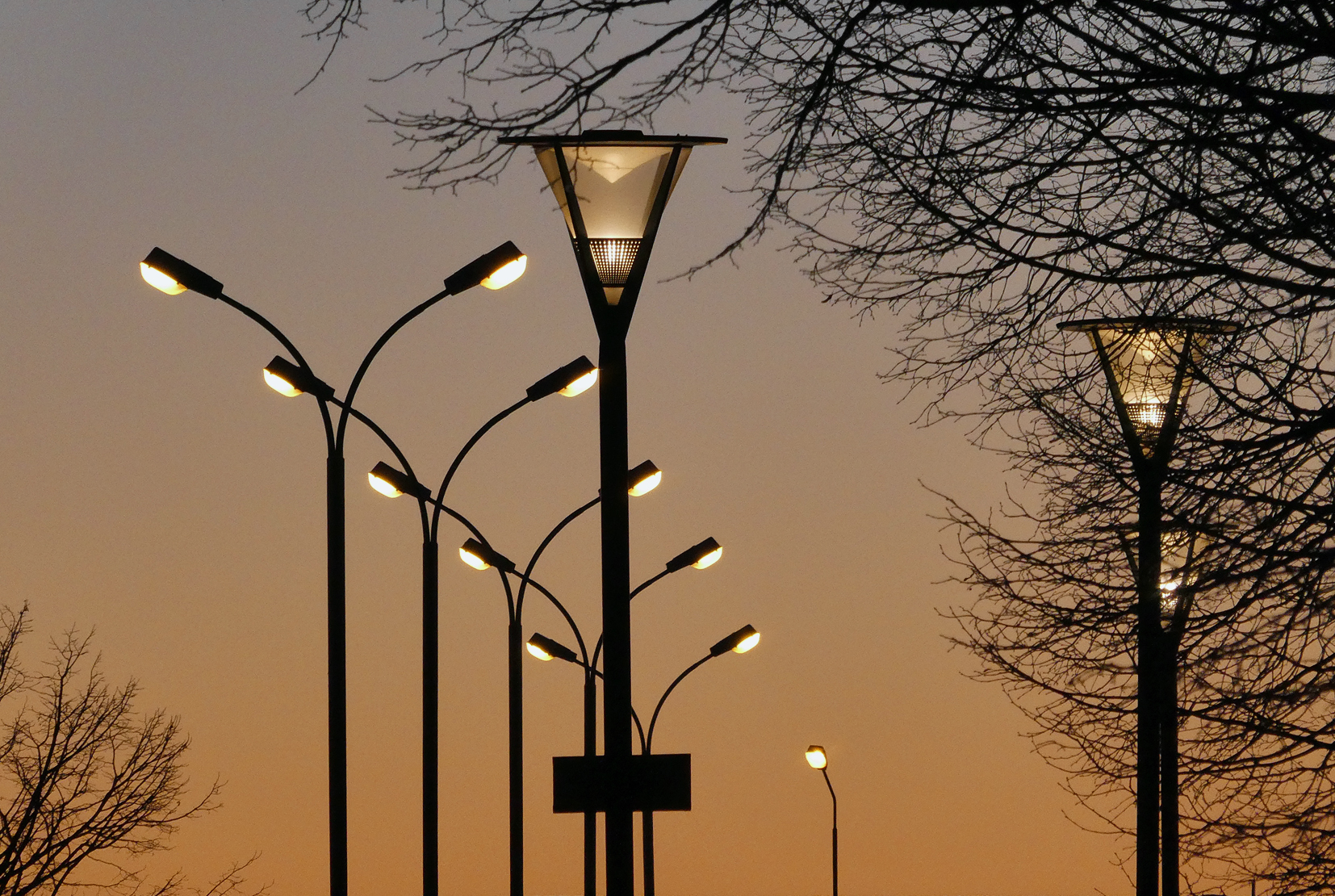
Lampione. Ystad 2021.
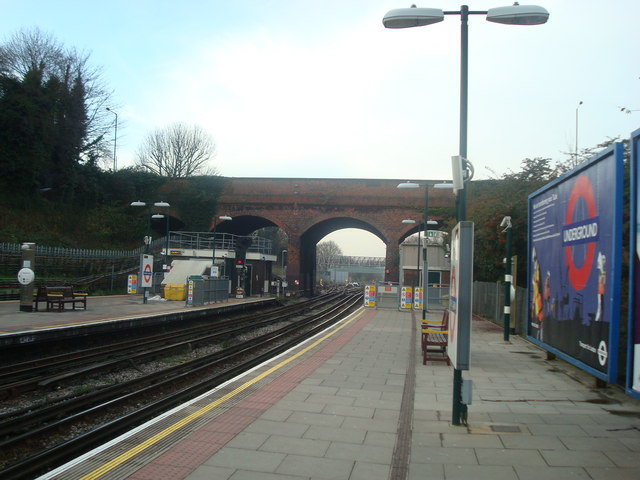
Esempio di lampione di stazione, sulla metropolitana di Londra.